# 庐山葡萄
庐山葡萄（学名：Vitis hui）是葡萄科葡萄属的植物，为中国的特有植物。分布于中国大陆的浙江、江西等地，生长于海拔150米至200米的地区，见于地边以及灌丛，目前尚未由人工引种栽培。